# Beschränkter Operator
In der Mathematik werden lineare Abbildungen zwischen normierten Vektorräumen als beschränkte (lineare) Operatoren bezeichnet, wenn ihre Operatornorm endlich ist. Lineare Operatoren sind genau dann beschränkt, wenn sie stetig sind, weshalb beschränkte lineare Operatoren oft als stetige (lineare) Operatoren bezeichnet werden.

## Definitionen
Seien {\displaystyle X} und {\displaystyle Y} normierte Vektorräume. Ein linearer Operator ist eine lineare Abbildung {\displaystyle T\colon X\to Y}.
Ein beschränkter Operator {\displaystyle T\colon X\to Y} ist ein linearer Operator, für den es ein {\displaystyle M} mit {\displaystyle \Vert Tx\Vert \leq M\Vert x\Vert } für alle {\displaystyle x\in X} gibt.
Die kleinste Konstante {\displaystyle M} mit {\displaystyle \Vert Tx\Vert \leq M\Vert x\Vert } für alle {\displaystyle x\in X} wird als Norm {\displaystyle \Vert T\Vert } von {\displaystyle T} bezeichnet. Für sie gilt 
{\displaystyle \Vert T\Vert =\sup _{\Vert x\Vert =1}\Vert Tx\Vert }
und für alle {\displaystyle x\in X} die Ungleichung
{\displaystyle \Vert Tx\Vert \leq \Vert T\Vert \Vert x\Vert }.

## Stetigkeit
Ein linearer Operator ist genau dann beschränkt, wenn er stetig ist, also eine der folgenden äquivalenten Bedingungen erfüllt:
- falls {\displaystyle x_{n}\to x}, so gilt {\displaystyle Tx_{n}\to Tx} in der von der jeweiligen Norm induzierten Metrik,
- für alle {\displaystyle x_{0}\in X} und alle {\displaystyle \epsilon >0} gibt es ein {\displaystyle \delta >0} mit

{\displaystyle \Vert x-x_{0}\Vert <\delta \Rightarrow \Vert Tx-Tx_{0}\Vert <\epsilon },
- Urbilder offener Mengen sind offen.

Beschränkte lineare Operatoren werden deshalb oft als stetige lineare Operatoren bezeichnet. Wenn die Linearität vorausgesetzt wird, spricht man häufig auch nur von stetigen Operatoren oder beschränkten Operatoren. Ist der Bildraum der Skalarenkörper, sagt man Funktional statt Operator.
Weiterhin sind die folgenden Aussagen äquivalent:
- {\displaystyle T} ist stetig.
- {\displaystyle T} ist stetig in 0.
- {\displaystyle T} ist gleichmäßig stetig.
- {\displaystyle T} ist beschränkt.

## Beispiele
- Wenn {\displaystyle X} endlich-dimensional ist, dann ist jeder lineare Operator {\displaystyle T\colon X\to Y} stetig.
- Wenn man zwei Normen auf demselben Vektorraum hat, dann sind die Normen genau dann äquivalent, wenn die Identitätsabbildungen in beiden Richtungen stetig sind.
- Das durch {\displaystyle T(f):=f(0)} definierte Funktional {\displaystyle T\colon C(\left[0,1\right],\mathbb {R} )\to \mathbb {R} } ist stetig mit {\displaystyle \Vert T\Vert =1}, wobei {\displaystyle C(\left[0,1\right],\mathbb {R} )} wie üblich mit der Supremumsnorm versehen ist.
- Das durch {\displaystyle T(f):=f(0)+f^{\prime }(0)} definierte Funktional {\displaystyle T\colon C^{1}(\left[0,1\right],\mathbb {R} )\to \mathbb {R} } ist stetig mit {\displaystyle \Vert T\Vert =1}.
- Das durch {\displaystyle \textstyle T(f):=\int _{0}^{1}f(x)dx} definierte Funktional {\displaystyle T\colon C(\left[0,1\right],\mathbb {R} )\to \mathbb {R} } ist stetig mit {\displaystyle \Vert T\Vert =1}.
- Aus der Hölder-Ungleichung folgt, dass für {\displaystyle g\in L^{q}(\mathbb {R} )} das durch {\displaystyle \textstyle T(f):=\int _{\mathbb {R} }fg} definierte Funktional {\displaystyle T\colon L^{p}(\mathbb {R} )\to \mathbb {R} } stetig ist mit {\displaystyle \Vert T\Vert =\Vert g\Vert _{L^{q}}}.
- Der durch eine stetige Funktion {\displaystyle k\colon \left[0,1\right]^{2}\to \mathbb {R} } und {\displaystyle \textstyle Tf(x):=\int _{0}^{1}k(x,y)f(y)\,\mathrm {d} a} definierte Integraloperator {\displaystyle T\colon C(\left[0,1\right])\to C(\left[0,1\right])} ist stetig und es gilt die Ungleichung {\displaystyle \Vert T\Vert \leq \Vert k\Vert _{\infty }}.
- Der Differentialoperator {\displaystyle {\tfrac {\mathrm {d} }{\mathrm {d} x}}} auf {\displaystyle C^{1}\left[0,1\right]} ist für die Supremumsnorm kein stetiger Operator. Zum Beispiel ist {\displaystyle \Vert x^{n}\Vert _{\infty }=1}, aber {\displaystyle \Vert {\tfrac {\mathrm {d} }{\mathrm {d} x}}x^{n}\Vert _{\infty }=n}. Der Operator ist aber stetig als Operator {\displaystyle {\tfrac {\mathrm {d} }{\mathrm {d} x}}\colon C^{1}([0,1])\to C([0,1])}.

## Der Raum der stetigen Operatoren
Seien {\displaystyle X,Y} normierte Vektorräume. Dann ist 
{\displaystyle L(X,Y)=\left\{T\colon X\to Y\mid T{\mbox{ ist linear und stetig}}\right\}}
mit der Operatornorm {\displaystyle \Vert \cdot \Vert } ein normierter Vektorraum.
Wenn {\displaystyle Y} vollständig ist, dann ist auch {\displaystyle L(X,Y)} vollständig.
Wenn {\displaystyle D\subset X} ein dichter Unterraum und {\displaystyle Y} vollständig ist, dann hat jeder stetige Operator {\displaystyle T\in L(D,Y)} eine eindeutige stetige Fortsetzung {\displaystyle {\widehat {T}}\in L(X,Y)} mit {\displaystyle \left\Vert {\widehat {T}}\right\Vert =\Vert T\Vert }.

## Beschränkte lineare Operatoren zwischen topologischen Vektorräumen
Analog zu obiger Definition nennt man einen linearen Operator {\displaystyle T\colon X\to Y} zwischen topologischen Vektorräumen {\displaystyle X} und {\displaystyle Y} beschränkt, falls das Bild jeder beschränkten Teilmenge beschränkt ist.
Falls {\displaystyle X} und {\displaystyle Y} zusätzlich lokalkonvexe Vektorräume sind, so ist der beschränkte Operator {\displaystyle T\colon X\to Y} stetig, genau dann, wenn {\displaystyle X} ein bornologischer Raum ist.

## Beschränkte Abbildungen zwischen topologischen Vektorräumen
Teilweise werden in der deutschen Literatur nicht lineare Abbildungen zwischen Vektorräumen auch als (nicht lineare) Operatoren bezeichnet.
Sind also {\displaystyle V} und {\displaystyle W} topologische Vektorräume, so heißt eine Abbildung {\displaystyle T\colon V\to W} beschränkt, wenn das Bild jeder beschränkten Teilmenge beschränkt ist.